# Acraea terpsichore
Acraea terpsichore är en fjärilsart som beskrevs av Carl von Linné 1758. Acraea terpsichore ingår i släktet Acraea och familjen praktfjärilar. Inga underarter finns listade i Catalogue of Life.